# Сергий (Васильев)
Епи́скоп Се́ргий (в миру Па́вел Васи́льевич Васи́льев; 6 (18) января 1877, деревня Шупово, Старорусский уезд, Новгородская губерния — 9 января 1938, Новгород) — епископ Русской православной церкви, епископ Демянский, викарий Новгородской епархии.

## Биография
Получил среднее образование. В молодости дослужился до армейского унтер-офицерского чина.
Пострижен в монашество с именем Сергий. С 1911 года — в сане иеродиакона, с 1912 года — иеромонаха.
В марте 1922 года Патриархом Тихоном назначен наместником Юрьева монастыря в Новгороде.
29 августа 1931 года в Спасском соборе бывшего Юрьева монастыря хиротонисан в епископа Демянского, викария Новгородской епархии. Чин хиротонии совершили архиепископ Хутынский Алексий (Симанский), епископ Боровичский Никита (Стягов), епископ на покое Макарий (Опоцкий).
После увольнения в 1936 году архиепископа Венедикта (Плотникова) и отъезда в начале 1937 года епископа Иннокентия (Тихонова) остался единственным архиереем в Новгородской епархии; до своего ареста служил в церкви Михаила Архангела на Прусской улице в Новгороде.
16 декабря 1937 года был арестован по обвинению в руководстве «контрреволюционной организации церковников». Виновным себя признал полностью. 30 декабря приговорён к расстрелу. Расстрелян 9 января 1938 в Новгороде.
Реабилитирован Президиумом Новгородского областного суда 31 декабря 1959 года.